# Easton (New Hampshire)
Pour les articles homonymes, voir Easton.
Easton est une ville de l'État du New Hampshire aux États-Unis peuplée de 256 habitants. C'est ici que le skieur américain Bode Miller vit le jour.

## Personnalités liées à la ville
- Bode Miller (né en 1977), skieur alpin